# Café de la Rotonde

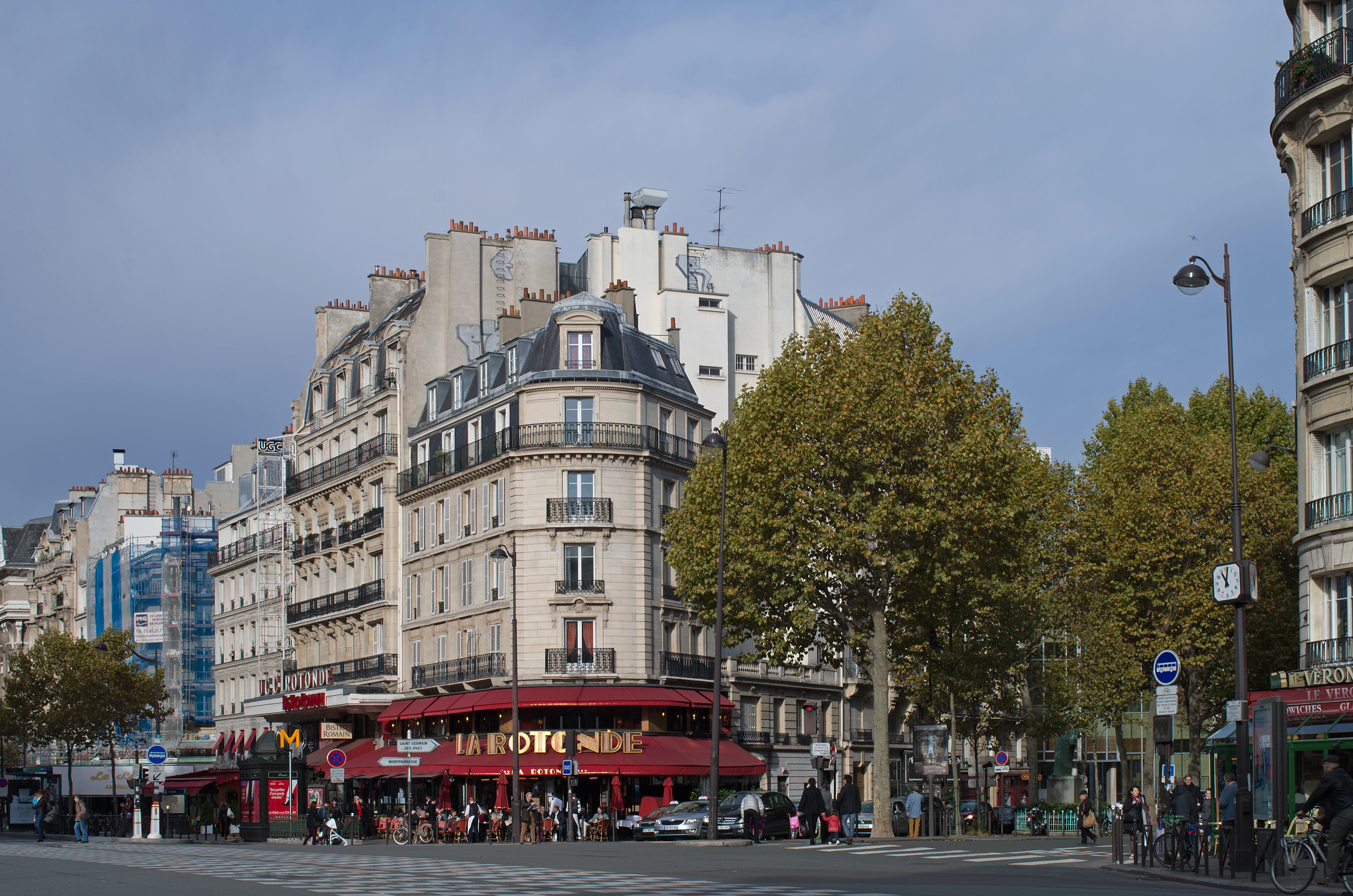
Das Café La Rotonde, Gesamtansicht

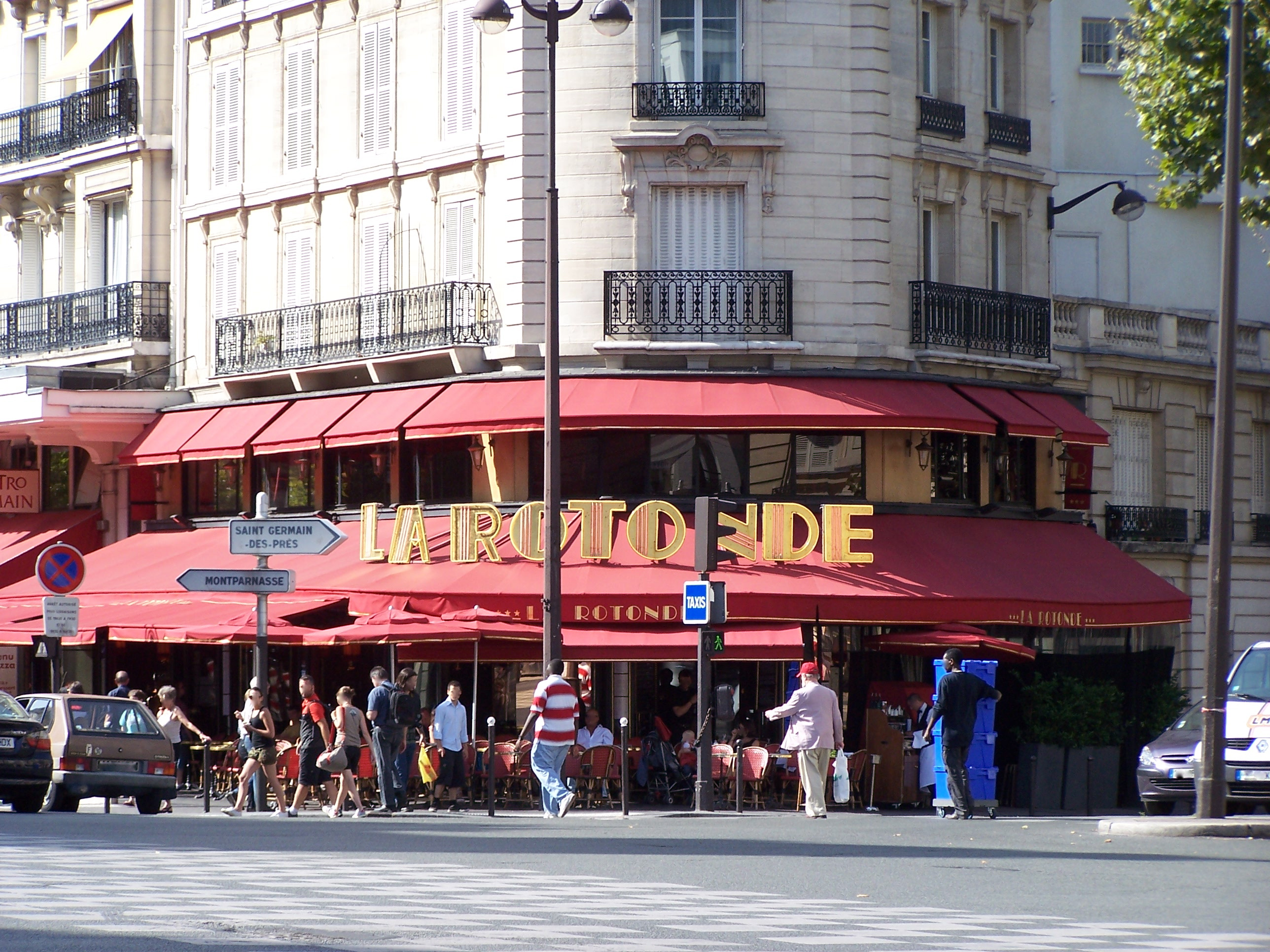
Das Café La Rotonde

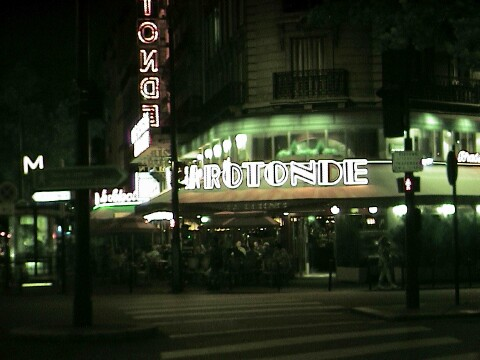
Das Café La Rotonde bei Nacht

Das Café La Rotonde ist ein kunstgeschichtlich und literarisch relevantes Café und Restaurant (frz. als Brasserie bezeichnet) im Quartier Notre-Dame-des-Champs in Paris. Es liegt am Carrefour Vavin, Ecke Boulevard du Montparnasse und Boulevard Raspail mit der Adresse Boulevard du Montparnasse Nr. 105 im 6. Arrondissement und wurde 1911 von Victor Libion eröffnet.

## Geschichte

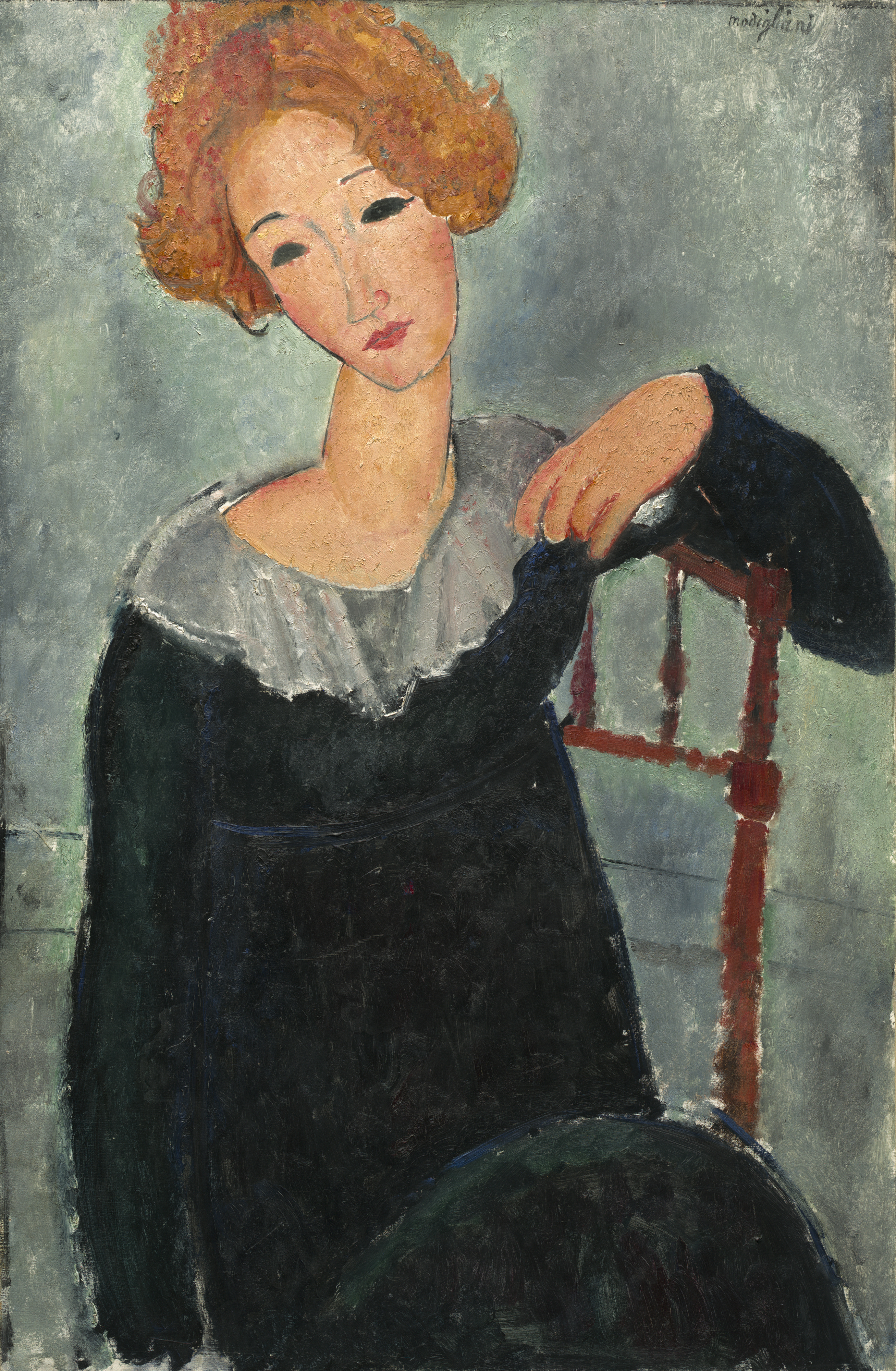
Amedeo Modigliani: Nina Hamnett, Öl auf Leinwand (1914)

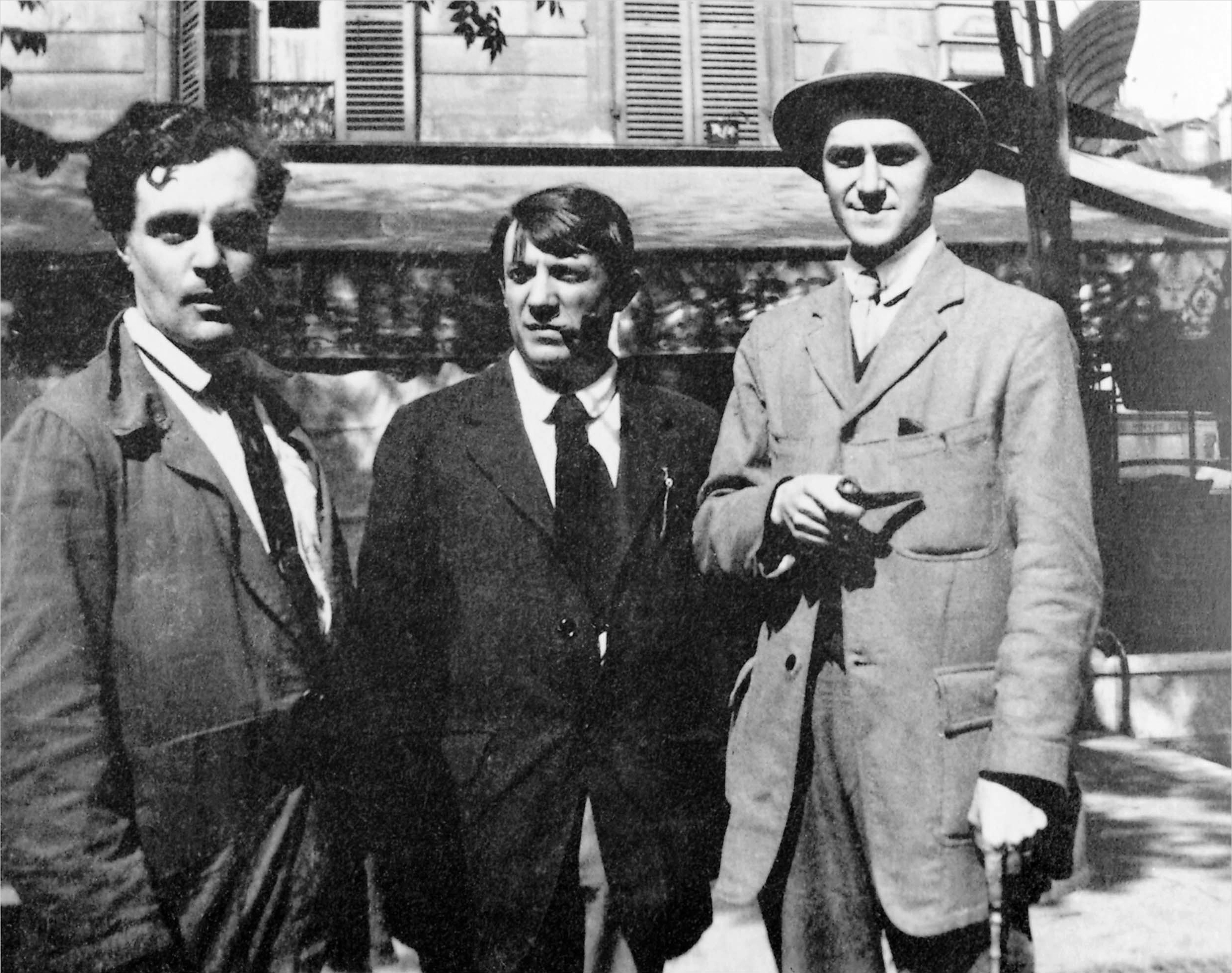
Modigliani, Picasso und André Salmon vor dem Café La Rotonde im Jahr 1916

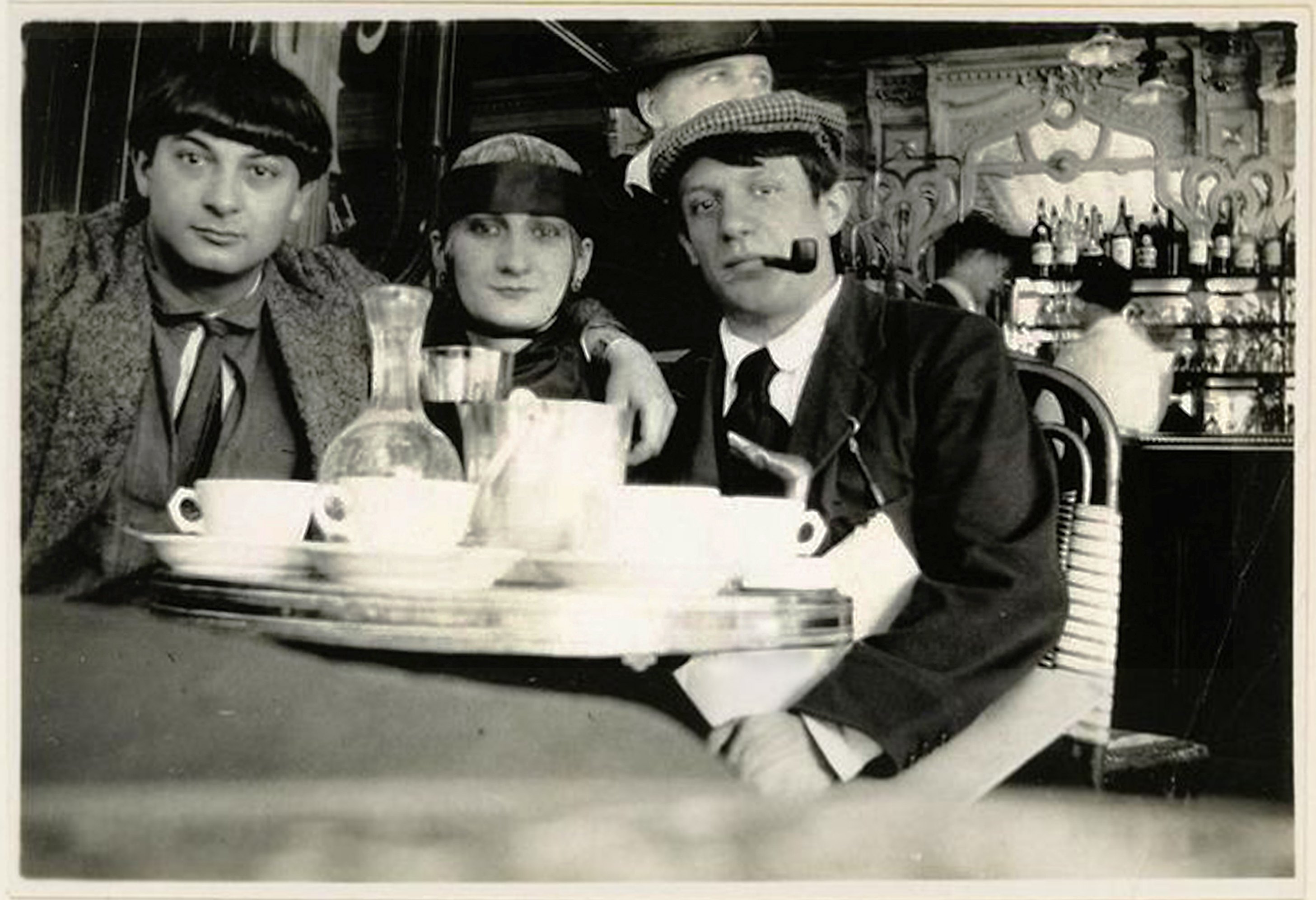
Pablo Picasso, Moise Kisling und Pâquerette im La Rotonde (1916)

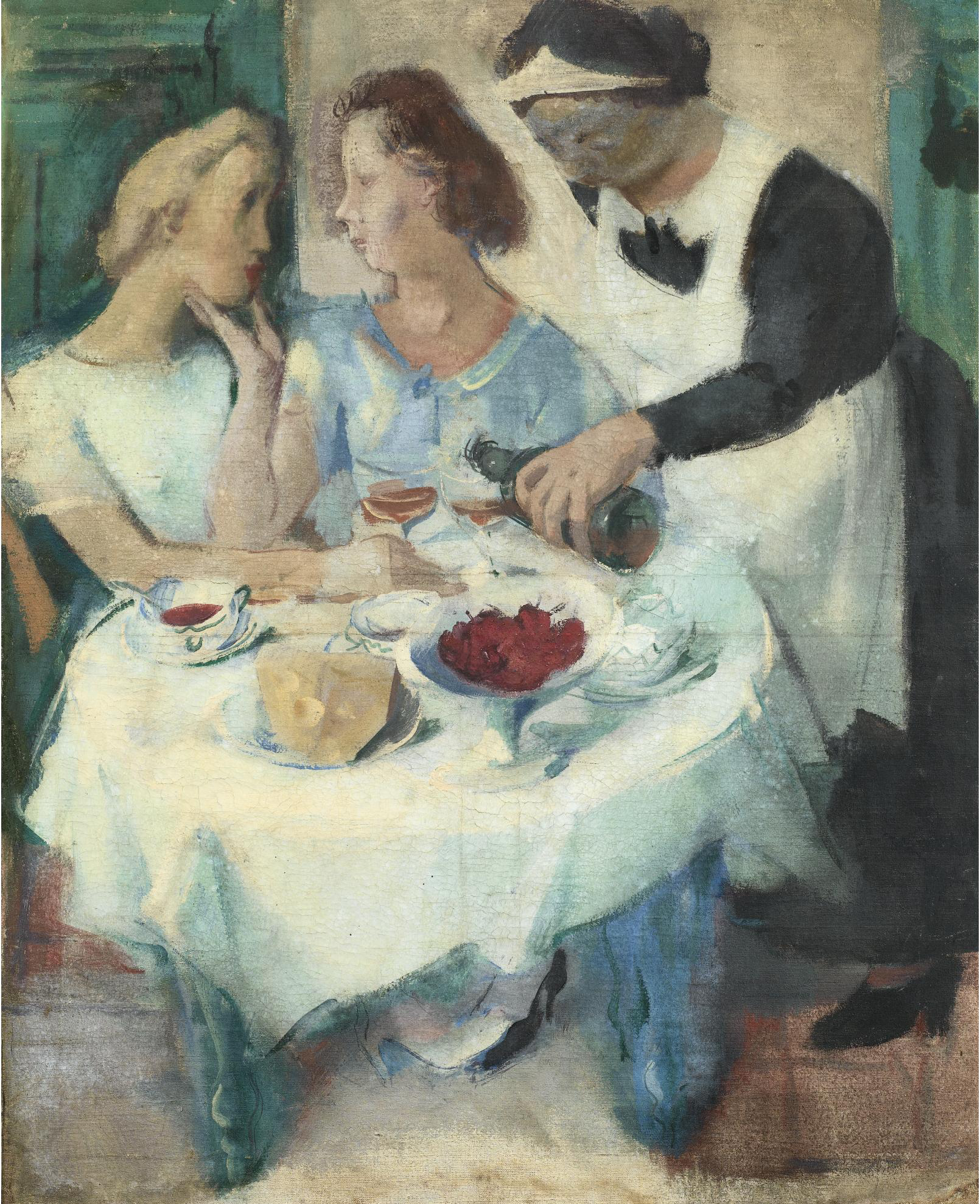
In the Café de la Rotonde (um 1927) von Alexander Jewgenjewitsch Jakowlew

In einer Wohnung des Nebengebäudes Nr. 103 kam 1908 die französische Schriftstellerin Simone de Beauvoir  zur Welt, wo sie zehn Jahre ihrer Kindheit verbrachte. Ab 1910 verließen viele Künstler ihre Ateliers um den Montmartre – Pablo Picasso beispielsweise hatte sein Atelier im Bateau-Lavoir aufgegeben – und siedelten sich im Quartier Montparnasse an.
La Rotonde wurde nach seiner Eröffnung 1911 ein bekannter Treffpunkt für Künstler und Schriftsteller, ähnlich wie Le Dôme, Café de Flore, Les Deux Magots, La Closerie des Lilas, Le Select und La Coupole – sie alle existieren noch. Beispielsweise waren Pablo Picasso, André Salmon, Amedeo Modigliani, Diego Rivera, Tsuguharu Foujita sowie Ilja Ehrenburg frühe Besucher. Vor dem Ersten Weltkrieg trafen sich hier russische Bolschewiki wie Lenin und Trotzki, die Schach spielten und debattierten. Als im Jahr 1914 die britische Malerin Nina Hamnett nach Paris kam und das Café besuchte, stellte sich ihr ein Mann vom Nebentisch mit den Worten vor: „Modigliani, painter and Jew“. Er porträtierte sie im selben Jahr. Das Modell Kiki vom Montparnasse alias Alice Prin lernte hier 1921 den amerikanischen Künstler Man Ray kennen, der sie häufig auf Fotografien wie Le Violon d’Ingres darstellte. Die Eröffnungsszene von Ilja Ehrenburgs 1922 erschienenen Roman Die ungewöhnlichen Abenteuer des Julio Jurenito spielt in diesem Lokal; er porträtiert es auch in seinen Memoiren Menschen Jahre Leben.
Der Besitzer des Cafés, Victor Libion, hatte ein Herz für in Armut lebende Künstler und Schriftsteller, die kaum ein Dach über dem Kopf hatten und wenig Geld für ihre Mahlzeiten. Sie durften stundenlang bei einer Tasse Kaffee für 10 Centimes dort sitzen. Wenn sie kein Geld hatten, ihr Essen zu bezahlen, nahm er ihre Werke in Kommission und gab sie nach Bezahlung der Rechnung zurück. Als Ergebnis wurde La Rotonde der Schauplatz für die Werke heute berühmter Künstler. In der Gegenwart hängen an den Wänden nur Kopien, aber sie zeigen eine gute Mischung verschiedener Kunstrichtungen auf.
Zwischen den beiden Weltkriegen trafen sich hier die Mitglieder der Surrealisten wie André Breton, Max Ernst und Louis Aragon und amerikanische, zu der Zeit in Paris lebende Schriftsteller wie Ernest Hemingway, F. Scott Fitzgerald, Gertrude Stein und Henry Miller gehörten zu den Gästen. In Hemingways Roman The Sun Also Rises (dt. Fiesta) aus dem Jahr 1926 stellt der Charakter Jake Barnes fest: „No matter what café in Montparnasse you ask a taxi driver to bring you to from the right bank of the river, they always take you to the Rotonde“. (dt. etwa: „Bitten Sie einen Taxifahrer um eine Fahrt vom rechten Seineufer über den Fluss zu einem Café in Montparnasse, wird er sie immer zum Rotonde fahren“.) George Gershwin arbeitete hier 1928 an seiner Komposition Ein Amerikaner in Paris.
In dem 1924 erschienenen Roman Les Montparnos lässt der Autor Michel Georges-Michel den Protagonisten, der für Modigliani steht, über die Rotonde aussagen: „Wer einmal, und sei es nur für einen Tag, den Fuß in unser Café gesetzt hat, der ist ein für alle Mal mit dem infiziert, was wir Maler die ‚Pest von Montparnasse‘ nennen. Das ist nicht die Syphilis oder sonst eine Krankheit – das werden Sie selbst merken –, sondern viel schlimmer: eine nicht bekämpfbare seuchenartige Sehnsucht nach diesem Ort, der im Augenblick einer der interessantesten auf dem Erdball ist.“